# Assemblée métropolitaine de Cape Coast

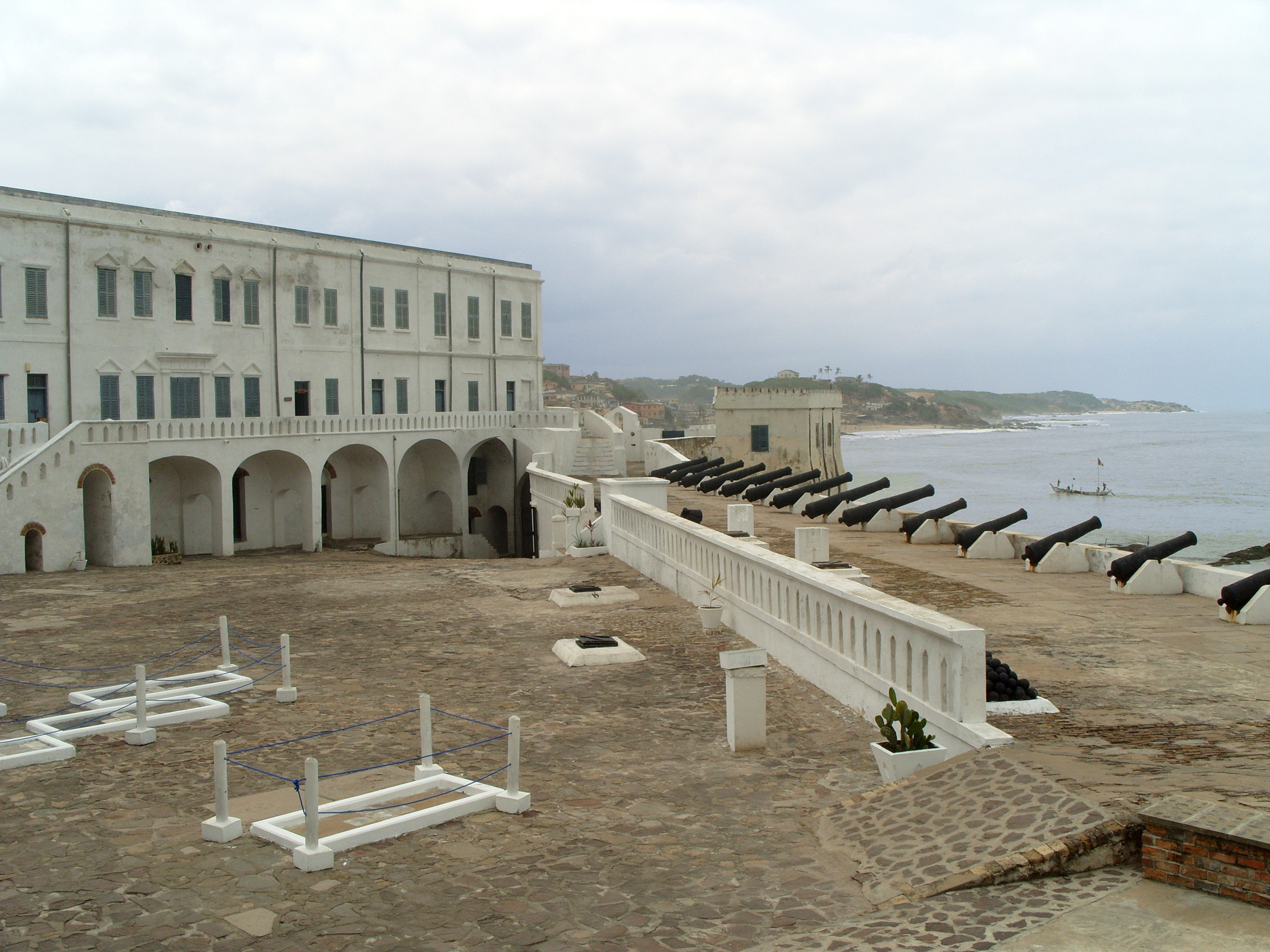
Center of the Cape Coast Castle

L'assemblée métropolitaine de Cape Coast (Cape Coast Metropolitan Assembly en anglais) est l’un des 13 districts de la Région du Centre au Ghana.